# Gorenje, Lukovica
Gorenje este o localitate din comuna Lukovica, Slovenia, cu o populație de 26 de locuitori.